# Listă de regizori canadieni
Aceasta este o listă de regizori canadieni - regizori de film, de documentare sau de teatru.
Cuprins: Început - 0–9 A B C D E F G H I J K L M N O P Q R S T U V W X Y Z

## A
- Mark Achbar (regizor de film)
- David Acomba
- Philip Akin (regizor de teatru)
- Martha Allan (regizor de teatru)
- Paul Almond
- John Murray Anderson (regizor de teatru)
- Denys Arcand (regizor de film)
- Louise Archambault (regizor de film)
- Roger Avary (regizor de film)

## B
- Jennifer Baichwal (regizor documentare)
- David Baird (regizor de teatru)
- Liza Balkan (regizor de teatru)
- Manon Barbeau (regizor documentare)
- Anaïs Barbeau-Lavalette (regizor de film)
- Renny Bartlett (regizor de film)
- Jephté Bastien (regizor de film)
- Michael Bawtree (regizor de teatru)
- Renée Beaulieu (regizor de film)
- Guy Beaulne (regizor de teatru)
- Keith Behrman (regizor de film, de televiziune)
- Shane Belcourt (regizor de film)
- Attila Bertalan (regizor de film)
- Angela Besharah (regizor de teatru)
- Raoul Bhaneja (regizor de televiziune)
- Jack Blum (regizor de teatru)
- François Bouvier (regizor de film, regizor de televiziune)
- Maureen Bradley (regizor de film)
- André Brassard (regizor de teatru, regizor de film)
- Manon Briand (regizor de film)
- Donald Brittain (regizor documentare)
- Rex Bromfield (regizor de film, regizor de televiziune)
- Daniel Brooks (regizor de teatru)
- Paul Buissonneau (regizor de teatru)
- Gary Burns (regizor de film)
- Jason Buxton (regizor de film)

## C
- James Cameron (regizor de film)
- Sterling Campbell (regizor de film)
- Bruno Carrière (regizor de film, regizor de televiziune)
- Peter Carter (regizor de film, regizor de televiziune)
- Kate Cayley (regizor de teatru)
- Mary-Colin Chisholm (regizor de teatru)
- Al Christie
- Charles Christie
- Glen Chua
- Milan Chvostek
- Jerry Ciccoritti (regizor de film, teatru, regizor de televiziune)
- Andrew Cividino (regizor de film)
- Mike Clattenburg (regizor de televiziune)
- Sidney M. Cohen (regizor de televiziune)
- Marie-Hélène Cousineau (regizor de film)
- Brandon Cronenberg (regizor de film)
- David Cronenberg (regizor de film)
- Seán Cummings (regizor de teatru)

## D
- Jamie M. Dagg (regizor de film)
- Zale Dalen (regizor de film, regizor de televiziune)
- Tracey Deer (regizor de televiziune, regizor de film, regizor documentare)
- Mathieu Denis (regizor de film)
- Paul-Émile d'Entremont (regizor documentare)
- Sophie Deraspe (regizor de film)
- Françoise Doherty
- Xavier Dolan (regizor de film)
- Michael Dowse (regizor de film)
- Igor Drljaca (regizor de film)
- Christian Duguay
- Stephen Dunn (regizor de film)

## E
- Chris Earle (regizor de teatru)
- Guy Édoin (regizor de film)
- Atom Egoyan (regizor de film)
- Anne Émond (regizor de film)
- Bernard Émond (regizor de film)

## F
- Philippe Falardeau (regizor de film)
- Leonard Farlinger (regizor de film)
- Hossein Martin Fazeli
- John Feeney
- Donna Feore (regizor de teatru)
- Lynne Fernie (regizor documentare)
- Thom Fitzgerald (regizor de film)
- Ann Marie Fleming
- Peter Foldy (regizor de film)
- Yves Christian Fournier
- James Freer
- Camelia Frieberg (regizor de film)
- William Fruet (regizor de film, regizor de teatru)
- Kevan Funk

## G
- Pierre Gang (regizor de film, regizor de televiziune)
- Sean Garrity (regizor de film)
- Noam Gonick (regizor de film)
- John Greyson (regizor de film)
- Daniel Grou (regizor de film)

## H
- Brigitte Haentjens (regizor de teatru)
- Paul Haggis
- Reginald Harkema (regizor de film)
- Ian Harnarine (regizor de film)
- Mary Harron
- Kenneth J. Harvey
- David Hewlett (britanico-canadian)
- Arthur Hiller
- Emanuel Hoss-Desmarais (regizor de film)
- Pierre Houle (regizor de film, regizor de televiziune)
- Rémy Huberdeau
- Andrew Hull

## I
- Madeline Ivalu (regizor de film)

## J
- Douglas Jackson
- Norman Jewison (regizor de film)
- Zillur Rahman John
- Brian D. Johnson (regizor documentare)
- Matt Johnson (regizor de film, regizor de televiziune)
- Adam Garnet Jones (regizor de film)

## K
- Jamie Kastner (regizor de film)
- John Kastner (regizor de film)
- Jillian Keiley (regizor de teatru)
- Olivier Kemeid (regizor de teatru)
- Elza Kephart (regizor de film)
- Allan King (regizor de film, regizor de televiziune)
- Larysa Kondracki (regizor de film)
- Ted Kotcheff (regizor de film, regizor de televiziune)
- Anthony Kramreither
- Zacharias Kunuk (regizor de film)
- Julia Kwan (regizor de film)

## L
- Bruce LaBruce (regizor de film)
- Stéphane Lafleur (regizor de film)
- Michel Langlois (regizor de film)
- Stéphane Lapointe (regizor de film)
- Jean-Claude Lauzon (regizor de film)
- Simon Lavoie (regizor de film)
- Walter Learning
- John L'Ecuyer (regizor de film, regizor de televiziune)
- Gerald L'Ecuyer (regizor de film, regizor de televiziune)
- Marquise Lepage (regizor de film)
- Robert Lepage (regizor de film, regizor de teatru)
- Chloé Leriche (regizor de film)
- Philippe Lesage
- Richard J. Lewis
- Arthur Lipsett
- Kate Lynch
- Peter Lynch
- Laurie Lynd (regizor de film, regizor de televiziune)

## M
- Michael Mabbott (regizor de film, regizor de televiziune)
- Guy Maddin (regizor de film)
- Adam MacDonald
- Shane MacDougall
- Adriana Maggs (regizor de film, regizor de televiziune)
- Leon Marr (regizor de film, regizor de televiziune)
- Bruce McDonald (regizor de film, regizor de televiziune)
- Don McKellar (regizor de film, regizor de televiziune)
- Norman McLaren (regizor de film)
- Chelsea McMullan (regizor de film)
- Stella Meghie
- Deepa Mehta (regizor de film)
- Dilip Mehta
- Richie Mehta (regizor de film)
- André Melançon (regizor de film, regizor de televiziune)
- Pat Mills (regizor de film)
- Michelle Mohabeer (regizor de film)
- Nathan Morlando (regizor de film)

## N
- Ruba Nadda (regizor de film)
- Vincenzo Natali (regizor de film)
- Kim Nguyen (regizor de film)
- Diane Nyland Proctor (regizor de teatru)

## O
- Charles Officer (regizor de film)
- Randall Okita (regizor de film)
- Sidney Olcott

## P
- Alisa Palmer
- John Palmer (regizor de film, regizor de teatru)
- Gabriel Pelletier (regizor de film, regizor de televiziune)
- Mark Penney (regizor de film)
- Benoît Pilon
- Sébastien Pilote (regizor de film)
- Pedro Pires
- Jeremy Podeswa (regizor de film, de televiziune)
- Sarah Polley (regizor de film)
- Léa Pool (regizor de film)
- Michel Poulette (regizor de film, de televiziune)
- Jason Priestley

## R
- Mort Ransen
- Ryan Redford
- Ivan Reitman
- Jason Reitman
- Kyle Rideout
- Velcrow Ripper
- Bill Robertson
- Daniel Roby
- Sébastien Rose
- Patricia Rozema

## S
- Jeffrey St. Jules (regizor de film)
- Brigitte Sauriol (regizor de film)
- Mark Sawers (regizor de film, regizor de televiziune)
- David Secter (regizor de film)
- Mack Sennett
- Paul Shapiro (regizor de film, regizor de televiziune)
- Bashar Shbib
- Donald Shebib
- Albert Shin (regizor de film, regizor de televiziune)
- Mina Shum
- Anne-Marie Sirois (regizor de film)
- Lenin M. Sivam
- Scott Smith
- Adam Smoluk
- Jonathan Sobol
- Roger Spottiswoode
- Robin Spry
- Lynne Stopkewich (regizor de film, regizor de televiziune)
- Sudz Sutherland (regizor de film, regizor de televiziune)
- Ginny Stikeman

## T
- Jonathan Tammuz
- Jordan Tannahill (regizor de film, regizor de teatru)
- Amanda Tapping (britanico-canadian)
- Paul Thompson
- Karen X. Tulchinsky
- André Turpin (regizor de film)
- Terry Tweed (regizor de teatru)

## U
- Natar Ungalaaq (regizor de film)
- Allan Ungar

## V
- Jean-Marc Vallée
- John Varszegi
- Ingrid Veninger
- Denis Villeneuve
- Clement Virgo
- Wiebke von Carolsfeld

## W
- John Walker (regizor documentare)
- Darrell Wasyk
- Jeth Weinrich (regizor videoclipuri, regizor documentare)
- Aerlyn Weissman (regizor documentare)
- David Wellington
- Peter Wellington
- Anne Wheeler
- Sherry White
- Nigel Shawn Williams (regizor de teatru)
- Joyce Wieland

## Y
- Gary Yates

## Z
- Rafal Zielinski